# Argyll Robertson-tünet
Az Argyll-Robertson-tünet (más néven Argyll-Robertson pupillák) a szifilisz egyik kísérőjelensége.
Az egyik oldali pupilla szűkebb a másikhoz  képest, fényre  nem koncentrikus összehúzódással hanem féregszerű mozgással reagál.